# Johannes Grotjan (Landrat)
Johannes Grotjan (* 23. Juli 1897 in Mülheim an der Ruhr; † 1980) war ein deutscher Landrat.

## Leben und Wirken
Nah dem Abitur im Jahre 1916 studierte Johannes Grotjan Rechts- und Staatswissenschaften an den Universitäten Bonn, Tübingen, Halle und Köln. Er war Mitglied des Corps Borussia Tübingen. Er promovierte im Jahre 1921 und wurde 1925 Gerichtsreferendar, wechselte ein Jahr später als Regierungsreferendar zur Regierung Köln und 1928 folgte die Überweisung als Regierungsassessor an das Landratsamt Düren. Im April 1930 an das Landratsamt Moers versetzt, wurde er zum 1. November 1933 zum Regierungsrat ernannt und im Mai 1934 an die Regierung Arnsberg versetzt. Hier war er als Polizeidezernent tätig, bevor im April 1936 die vorübergehende Abordnung zum Polizeipräsidium Dortmund kam. Am 28. Dezember 1936 folgte der Auftrag zur vertretungsweisen Verwaltung des Landratsamtes Unna. Am 22. Juli 1937 zunächst kommissarisch, folgte die definitive Ernennung zum Landrat des Kreises Unna am 4. Januar 1938. In diesem Amt blieb er – mit Unterbrechungen – bis 1945. 
Er trat zum 1. Mai 1933 in die NSDAP (Mitgliedsnummer 2.211.111) und am 30. Januar 1938 in die SA ein. Beim Deutschen Roten Kreuz war er zuletzt Oberfeldführer. In der SA hatte er den Rang „Sturmführer“.
Von September 1939 an leistete er Kriegsverwaltungsdienst und war Chef der Zivilverwaltung beim Armeeoberkommando 14 in Neutitschein in Böhmen-Mähren, dann Kreiskommissar in Bielitz-Biala bzw. in Bendsin/Oberschlesien. Vom 20. Juni 1942 bis September 1944 war Grotjan vertretungsweise Landrat in Soest. Die Militärregierung ließ ihn am 2. Juni 1945 verhaften und vom Amt suspendieren. Endgültig wurde er am 15. August 1945 aus dem Staatsdienst entlassen und im Entnazifizierungsverfahren in die Kategorie V (Entlasteter) eingestuft. Vom 1. Dezember 1951 an war er Oberregierungsrat und Hilfsreferent im Bundeswirtschaftsministerium.